# Marc Filloux
Marc Filloux (2 tháng 11 năm 1944 – khoảng 14 tháng 4 năm 1974) là một nhà báo người Pháp ở Viêng Chăn, Lào làm việc cho hãng tin Agence France-Presse (AFP) đã mất tích và bị giết cùng với thông dịch viên và bạn gái người Lào của anh ở Campuchia khi anh cố gắng trở thành người đầu tiên nhận được một cuộc phỏng vấn với các nhà lãnh đạo của Khmer Đỏ trong cuộc Nội chiến Campuchia. Filloux là nhà báo thứ 22 bị giết ở Campuchia và là một trong 8 nhà báo Pháp và một trong 37 nhà báo nói chung.

## Đời tư

Tên của Marc Filloux và Manivanh nằm trong đài tưởng niệm Phnôm Pênh này cho các phóng viên và nhà báo bị giết hoặc mất tích trong cuộc chiến tranh Campuchia năm 1970-1975.

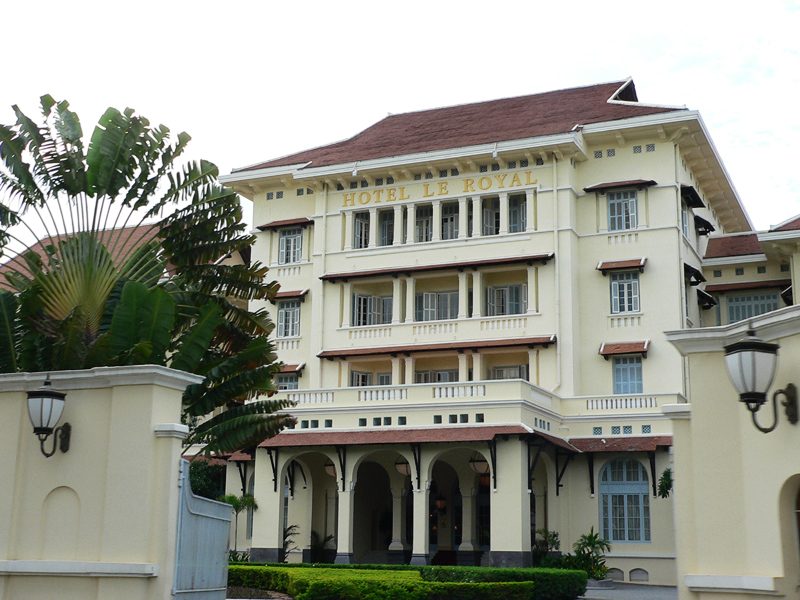
Dành riêng vào năm 2013, đài tưởng niệm nhà báo ở Phnôm Pênh ban đầu đứng bên kia đường từ khách sạn Le Royal (ở trên), nhưng hiện đang ở một địa điểm gần Đại sứ quán Pháp.

Marc Filloux 29 tuổi vào lúc chết. Khi ở Lào, anh có một cô bạn gái người Lào tên là Manivanh, cũng là thông dịch viên của anh. Filloux và Manivanh mất tích và bị giết cùng nhau.

## Sự nghiệp
Marc Filloux làm việc cho hãng thông tấn Pháp, Agence France-Presse ở Viêng Chăn, Lào. Filloux được thuê ở Đông Nam Á sang trụ sở chính của AFP ở Paris, Pháp, nhưng đã chuyển đến Campuchia và bị giết trước khi anh có thể đảm nhận chức vụ mới của mình.

## Cái chết

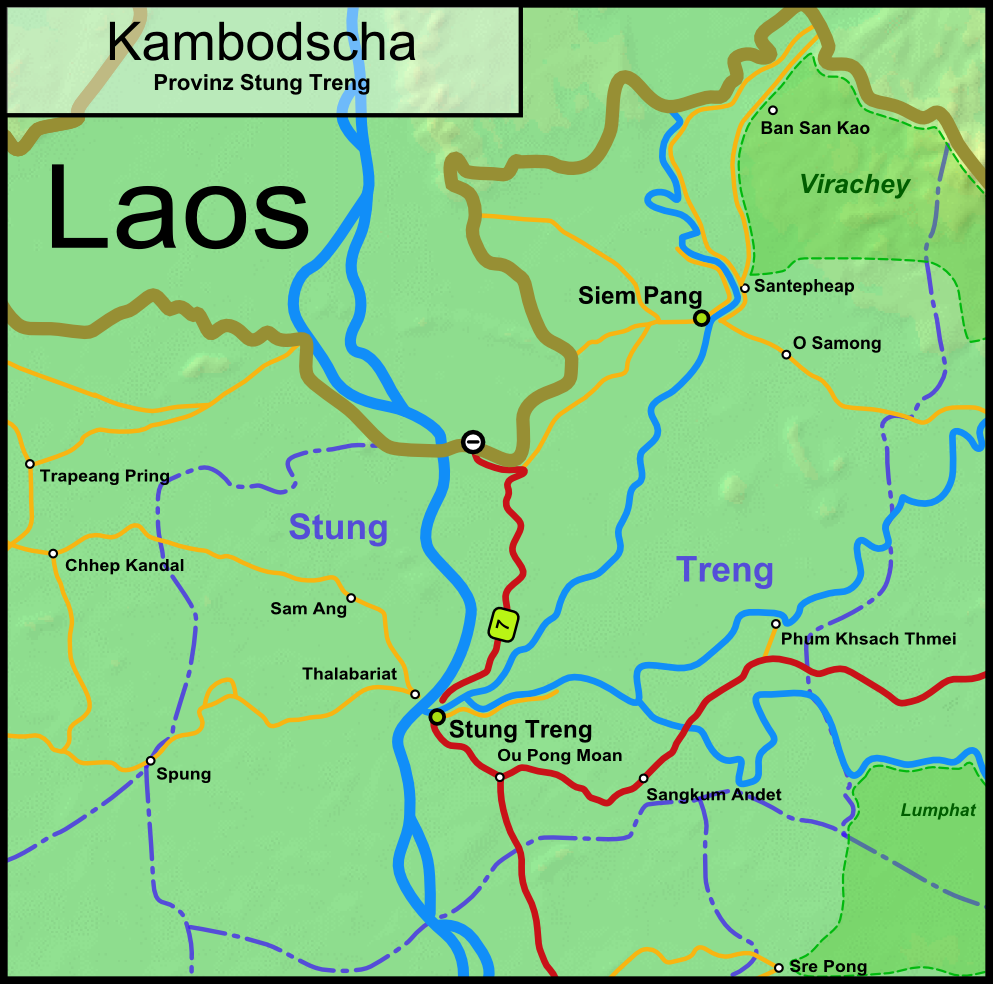
Stung Treng nằm trên sông Mê Kông và là nơi Filloux và Manivanh được nhìn thấy lần cuối.

Filloux vượt biên từ Lào sang Campuchia qua Tuyến đường 13 (Lào), cũng như các nhà báo khác vào thời điểm đó. Filloux và cô bạn gái kiêm thông dịch viên người Lào của mình tên là Manivanh được nhìn thấy lần cuối ở Stung Treng, Campuchia trên Quốc lộ 7 (Campuchia), một con đường quan trọng nối liền Viêng Chăn với Campuchia. Họ đã bị Khmer Đỏ sát hại, mặc dù Filloux đến gặp họ để yêu cầu một cuộc phỏng vấn với các nhà lãnh đạo của phong trào này. Tiziano Terzani, người biết Filloux và cũng tường thuật về cuộc xung đột tương tự, nói rằng có khả năng Filloux bị giết vì tình nghi là gián điệp nhưng Terzani không bao giờ có thể xác nhận tin đồn. Theo tờ báo Sydney Morning Herald, câu chuyện có một số tin tưởng được vì một tờ rơi trong khu vực báo tin rằng hai điệp viên đã bị giết. Vụ mất tích và cái chết của họ xảy ra trong cuộc đấu tranh quân sự giữa chính phủ Lon Nol do Mỹ hậu thuẫn và quân du kích Khmer Đỏ.

## Bối cảnh
Trong khi các nhà báo ở Việt Nam phải dựa vào quân đội Mỹ để trao đổi và tiếp cận tin tức, các nhà báo đang đưa tin về cuộc nội chiến Campuchia đã hành động độc lập và không có sự hỗ trợ từ bất cứ ai cả. Những phe phái hoạt động bên trong Campuchia vào thời điểm đó là những người cộng sản Việt Nam, Khmer Đỏ, cùng quân đội Campuchia và Mỹ, và các chiến tuyến hay thay đổi làm tăng thêm sự không chắc chắn này. Những nhà báo cuối cùng ở lãnh thổ Khmer Đỏ và bị họ bắt gặp đã được các nhà báo biết đến vào thời điểm đó thì không còn ai sống sót trở về nữa. Filloux và Manivanh đã bị sát hại tám tháng trước cuộc tấn công vào Phnôm Pênh bắt đầu ngày đầu năm mới 1975.

## Tác động
Năm 1974, Marc Filloux đã cố gắng để có được cuộc phỏng vấn đầu tiên của giới lãnh đạo Khmer Đỏ vào thời điểm có dấu hiệu tàn bạo của họ nhưng họ hầu như không được biết đến và sự tàn bạo của họ cũng hầu như không được biết đến. Nhà báo Nhật Bản, Koki Ishiyama làm việc cho Kyodo News và phóng viên ảnh tự do Taicho Ichinose đã bị Khmer Đỏ giết chết tại thời điểm Filloux cố gắng liên lạc. Sự tàn bạo của Khmer Đỏ được biết đến công khai vào năm 1979. Pol Pot đã trao cuộc phỏng vấn đầu tiên với các nhà báo cho một cặp người Nam Tư vào năm 1978 và cuộc phỏng vấn cuối cùng của ông vào năm 1998 thuộc về nhà báo Nate Thayer.

## Phản ứng
Tên của các nhà báo đã chết khi báo cáo về cuộc chiến tranh Campuchia được khắc trên đài tưởng niệm vào tháng 2 năm 2013 đã được công bố tại một công viên công cộng trước khách sạn Le Royal của Phnom Penh, nơi gặp gỡ của các phóng viên nước ngoài trong những năm 1970. Năm 2017, đài tưởng niệm đã được chuyển đến một địa điểm gần đại sứ quán Pháp.
Filloux được thêm vào danh sách trong Đài tưởng niệm các nhà báo tự do tại Newseum ở Washington, D.C. in 2010, vào năm 2010, tức là 36 năm sau khi anh qua đời.
Angela Terzani dành tặng cuốn sách "In Asien" (tiếng Đức) để tưởng nhớ Marc Filloux.

## Tác phẩm
Marc Filloux, "Les révolutionnaires et les neutralistes laotiens tiennent l’extrême droite en échec," La Monde Diplomatique (Tháng 4 năm 1974).